# Якоб Бреум
Якоб Бреум Мартінсен (дан. Jakob Breum Martinsen; нар. 17 листопада 2003, Оденсе, Данія) — данський футболіст, вінгер нідерландського клубу «Гоу Егед Іглз».

## Ігрова кар'єра

### Клубна
Якоб Бреум народився у данському місті Оденсе і є вихованцем футбольної школи місцевого однойменного клубу. У червні 2020 року футболіст дебютував у першій команді «Оденсе» у матчі чемпіонату Данії.
Провівши в клубі три сезони, влітку 2023 року Бреум підписав контракт на чотири роки з нідерландським клубом Ередивізі «Гоу Егед Іглз». 13 серпня 2023 року футболіст провів першу офіційну гру в новій команді в чемпіонаті країни проти АЗ. 10 січня 2025 року в матчі проти «Фортуни» (Сіттард) оформив хет-трик.

### Збірна
З 2020 року Якоб Бреум виступав за юнацькі збірні Данії. З 2023 року він є гравцем Молодіжної збірної Данії.

## Досягнення
«Гоу Егед Іглз»
- Володар Кубка Нідерландів: 2024–25[5]

Особисті
- Талант місяця Ередивізі: лютий 2025[6]
- Команда місяця Ередивізі: лютий 2025[7]